# Kungsportsplatsen
La Kungsportsplatsen es una plaza en el centro de la ciudad de Gotemburgo, en Suecia. La plaza fue construida en 1852 y recibió su nombre por la puerta del rey (el nombre significa literalmente en español: "lugar de la puerta del rey"). La puerta era la entrada principal a la ciudad fortificada, que fue y sigue rodeada por un foso. Cuando la ciudad creció fuera del foso y ya no había necesidad de defender la ciudad por más tiempo la puerta fue derribada. En Kungsportsplatsen hay una estatua del rey Carlos IX, que fue colocada allí 1904.